# Francesco Sidoli
Francesco Sidoli (Cereseto, 2 novembre 1874 – Genova, 18 dicembre 1924) è stato un arcivescovo cattolico italiano.

## Biografia
Nacque a Cereseto, frazione di Compiano, in provincia di Parma e diocesi di Piacenza il 2 novembre 1874.

### Formazione e ministero sacerdotale
Abbracciata la vocazione religiosa frequentò dapprima il seminario vescovile di Bedonia e poi il Collegio Alberoni.
Venne ordinato presbitero il 17 agosto 1897, nella cattedrale di Piacenza, dal vescovo Giovanni Battista Scalabrini.
Notato da mons. Camillo Mangot, segretario del vescovo di Piacenza, venne cooptato come arciprete della medesima cattedrale, guadagnandosi la fiducia del vescovo Giovanni Battista Scalabrini che gli consentì di discutere la laurea in filosofia presso l'accademia romana di San Tommaso e quello di teologia presso il pontificio seminario di Sant'Apollinare a Roma.

### Ministero episcopale
Fu eletto vescovo di Rieti il 20 giugno 1916; venne consacrato a Roma nella basilica di Sant'Apollinare per mano del cardinale Gaetano De Lai, co-consacranti i vescovi Giovanni Battista Nasalli Rocca di Corneliano e Luigi Capotosti. Fece il solenne ingresso in diocesi il 19 ottobre di quello stesso anno.
Durante le estati, era solito trascorrere un mese intero di vacanze estive a Bedonia, cogliendo l'occasione per dedicarsi alla sua grande passione, l'alpinismo, e scalando diverse vette dell'appennino ligure-emiliano come il Monte Penna, il Monte Maggiorasca, il Monte Bue, il Monte Tomarlo e il Monte Nero.
Nel 1924 fu trasferito alla sede arcivescovile di Genova, di cui prese possesso il 13 luglio. Morì dopo pochi mesi, il 18 dicembre 1924.

## Genealogia episcopale
La genealogia episcopale è:
- Cardinale Scipione Rebiba
- Cardinale Giulio Antonio Santori
- Cardinale Girolamo Bernerio, O.P.
- Arcivescovo Galeazzo Sanvitale
- Cardinale Ludovico Ludovisi
- Cardinale Luigi Caetani
- Cardinale Ulderico Carpegna
- Cardinale Paluzzo Paluzzi Altieri degli Albertoni
- Papa Benedetto XIII
- Papa Benedetto XIV
- Papa Clemente XIII
- Cardinale Marcantonio Colonna
- Cardinale Giacinto Sigismondo Gerdil, B.
- Cardinale Giulio Maria della Somaglia
- Cardinale Carlo Odescalchi, S.I.
- Cardinale Costantino Patrizi Naro
- Cardinale Lucido Maria Parocchi
- Papa Pio X
- Cardinale Gaetano De Lai
- Arcivescovo Francesco Sidoli